# NMS Grivița
NMS Grivița – rumuńska kanonierka z lat 80. XIX wieku. Okręt został zwodowany w 1880 roku w austro-węgierskiej stoczni Stabilimento Tecnico Triestino w Trieście i w tym samym roku wcielono go w skład marynarki wojennej. Jednostka została wycofana ze służby w 1919 roku.

## Projekt i budowa
Kanonierka została zamówiona przez Księstwo Rumunii w Austro-Węgrzech i została zbudowana w stoczni Stabilimento Tecnico Triestino w Trieście . Nieznana jest data położenia stępki okrętu, a zwodowany został w 1880 roku .

## Dane taktyczno-techniczne
Okręt był niewielką kanonierką o długości całkowitej 60,5 metra, szerokości 5,2 metra i zanurzeniu 1,8 metra . Wyporność normalna wynosiła 110 ton . Jednostka napędzana była przez maszynę parową o mocy 180 KM, co umożliwiało osiągnięcie prędkości maksymalnej 9 węzłów . Okręt zabierał zapas 18 ton węgla.
Na uzbrojenie artyleryjskie jednostki składały się dwa pojedyncze działa Nordenfelt kalibru 57 mm L/42, dwa pojedyncze działka Nordenfelt kalibru 37 mm L/42 oraz dwa pojedyncze karabiny maszynowe .
Załoga okrętu składała się z 30 oficerów, podoficerów i marynarzy.

## Służba
„Grivița” został wcielony do składu marynarki wojennej w 1880 roku . W trakcie służby pełnił funkcję jednostki szkolnej . Okręt został wycofany ze służby prawdopodobnie w 1919 roku .